# 莫爾蘭冰原島峰
81°15′S 87°5′W / 81.250°S 87.083°W
莫爾蘭冰原島峰（英語：Moreland Nunatak），是南極洲的冰原島峰，位於埃爾斯沃思地，處於皮里特山以西28公里，以氣象學家命名，現時由南極條約體系管理。